# La Chapelle-Moulière
La Chapelle-Moulière è un comune francese di 659 abitanti situato nel dipartimento della Vienne nella regione della Nuova Aquitania.

## Società

### Evoluzione demografica
Abitanti censiti